# (612245) 2001 QX322
(612245) 2001 QX322 ist ein großes transneptunisches Objekt, das bahndynamisch als Scattered Disk Object (SDO) eingestuft wird. Aufgrund seiner Größe gehört der Asteroid möglicherweise zu den Zwergplaneten.

## Entdeckung
(612245) 2001 QX322 wurde am 19. August 2001 von Paul Groot mit dem 2,5–m–Isaac Newton-Teleskop am Roque-de-los-Muchachos-Observatorium (La Palma) entdeckt. Die Entdeckung wurde am 14. November 2001 zusammen mit (42301) 2001 UR163 und 2001 VN71 bekanntgegeben,
Der Beobachtungsbogen des Planetoiden beginnt mit der offiziellen Entdeckungsbeobachtung am 19. August 2001. Seither wurde der Planetoid durch verschiedene erdbasierte Teleskope beobachtet. Im Dezember 2018 lagen insgesamt 86 Beobachtungen über einen Zeitraum von 17 Jahren vor. Die bisher letzte Beobachtung wurde im Oktober 2017 am Pan-STARRS-Teleskop (PS1) (Maui) durchgeführt. (Stand 19. März 2019)

## Eigenschaften

### Umlaufbahn
(612245) 2001 QX322 umkreist die Sonne in 443,54 Jahren auf einer stark elliptischen Umlaufbahn zwischen 35,47 AE und 80,84 AE Abstand zu deren Zentrum. Die Bahnexzentrizität beträgt 0,390, die Bahn ist 28,59° gegenüber der Ekliptik geneigt. Derzeit ist der Planetoid 43,93 AE von der Sonne entfernt. Das Perihel durchlief er das letzte Mal 1977, der nächste Periheldurchlauf dürfte also im Jahre 2421 erfolgen.
Sowohl Marc Buie (DES) als auch das Minor Planet Center klassifizieren den Planetoiden als SDO; letzteres führt ihn auch allgemein als «Distant Object».

### Größe
Derzeit wird von einem Durchmesser von 344 km ausgegangen, basierend auf einem Rückstrahlvermögen von 4 % und einer absoluten Helligkeit von 6,4 m. Ausgehend von diesem Durchmesser ergibt sich eine Gesamtoberfläche von etwa 372.000 km². Die scheinbare Helligkeit von 2001 QX322 beträgt 22,44 m.
Da es denkbar ist, dass sich (612245) 2001 QX322 aufgrund seiner Größe im hydrostatischen Gleichgewicht befindet und somit weitgehend rund sein könnte, erfüllt er möglicherweise die Kriterien für eine Einstufung als Zwergplanet. Mike Brown geht davon aus, dass es sich bei 2001 QX322 um vielleicht einen Zwergplaneten handelt.
(612245) 2001 QX322 scheint eine bläuliche (neutrale) Färbung aufzuweisen, weswegen die Albedo als vergleichsweise tief angenommen wird.
| Jahr                                         | Abmessungen km | Quelle   |
| -------------------------------------------- | -------------- | -------- |
| 2018                                         | 267,0          | Johnston |
| 2018                                         | 344,0          | Brown    |
| Die präziseste Bestimmung ist fett markiert. |                |          |